# Нестеровка (Липецкая область)
Не́стеровка — деревня Свишенского сельского поселения Долгоруковского района Липецкой области.

## География
Деревня Нестеровка находится в северной части Долгоруковского района, в 19 км к северу от села Долгоруково, в 4 км к северо-востоку от центра поселения села Свишни. Располагается на правом берегу реки Быстрая Сосна, близ небольшого озера. С севера к Нестеровке примыкает деревня Троицкое.

## История
Нестеровка основана ельчанами в XVIII веке. Впервые упоминается в «Экономических примечаниях Елецкого уезда» 1778 года, где среди владельцев поименован Нестеров, от которого произошло название.

## Население
| 2010 |
| ---- |
| 3    |